# Nasanov-Pheromon

Nerolsäure – Bestandteil des Nasanov-Pheromons.

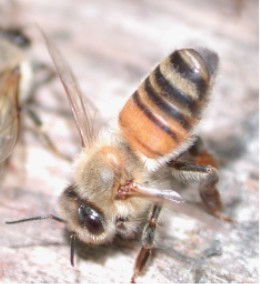
Arbeiterbiene gibt Nasanov-Pheromon ab.

Das Nasanov-Pheromon (alternativ: Nasonov-Pheromon oder Nassanoff-Pheromon) beinhaltet eine große Anzahl von verschiedenen Terpenen, z. B. Nerolsäure, Citral, Geraniol und Geraninsäure.

## Eigenschaften
Das Nasanov-Pheromon wird von Arbeiterbienen freigesetzt, um rückkehrende Sammlerbienen zurück zur Kolonie zu leiten. Um den Duftstoff freizusetzen, hebt die Biene ihr Abdomen und beginnt mit ihren Flügelpaaren zu fächern. Die im Abdomen befindliche Nasanov-Drüse setzt ihr Pheromon frei und wird durch den von den Flügeln erzeugten Wind wegtransportiert. Benutzt wird der Duftstoff, um Zugänge zum Bienenstock zu markieren sowie Blüten anzuzeigen, die noch Nektar beinhalten.
Der Mensch nutzt synthetisch hergestelltes Nasanov-Pheromon, um Honigbienen-Schwärme in unbesetzte Bienenstöcke oder Fangboxen zu locken.

## Namensgeber
Die Nasanov-Drüse und das Nasanov-Pheromon sind nach dem russischen Zoologen Nikolai Viktorovich Nasonov (1855–1939) benannt. Bei der Übersetzung lässt sich der Wechsel des ersten o im Eigennamen Nasonov zum zweiten a in der Bezeichnung Nasanov-Drüse mit dem Akanje-Phänomen in der russischen Sprache erklären. Nach Aussagen der Autoren Adrian M. Wenner und Patrick H. Wells hat der Entomologe als erster Forscher die nach ihm benannte Drüse bei den Bienen beschrieben.